# Martin Puusepp
Martin Puusepp (* 8. Februar 1988) ist ein estnischer Radrennfahrer.
Martin Puusepp wurde 2008 dritter im Straßenrennen der estnischen U23-Meisterschaft. Im nächsten Jahr wurde er Vierter im U23-Straßenrennen bei der nationalen Meisterschaft. Außerdem wurde er Zweiter beim Prolog der Saaremaa Velotuur. 2010 wurde er nationaler Meister im Einzelzeitfahren der U23-Klasse.

## Erfolge
2010
- Estnischer Meister – Einzelzeitfahren (U23)

## Teams
- 2010 Kalev Chocolate-Kuota

- 2012 Alpha Baltic-Unitymarathons.com